# Joanne Kyger
Joanna Kyger (19. november 1934 - 22. marts 2017) var amerikansk digter. Hendes lyrik var påvirket af, at hun var zen-buddhist, og af hendes forbindelser til Black Mountain-digterne, San Francisco-renæssancen og beatgenerationen.
Kyger studerede ved Santa Barbara College men forlod stedet inden afgangseksamen. Hun flyttede til San Francisco og blev involveret i gruppen omkring Jack Spicer og Robert Duncan.
I 1959 flyttede hun til Japan sammen med Gary Snyder og rejste senere til Indien sammen med Snyder, Allen Ginsberg og Peter Orlovsky. Hun vendte tilbage til USA i 1964 og udgav det efterfølgende år sin første bog, The Tapestry and the Web.
Kyger udgav mere end 20 bøger med lyrik og prosa, bl.a. Going On: Selected Poems, 1958-1980 (1983) og Just Space: Poems, 1979-1989 (1991). I 2000 udgav hun en samling selvbiografiske tekster, Strange Big Moon: Japan and India Journals, 1960-1984.

Denne artikel er en oversættelse af artiklen Joanne Kyger på den engelske Wikipedia. 